# ستيفان روسي
ستيفان روسي (بالفرنسية: Stéphane Rossi)‏ (30 نوفمبر 1973 باستيا فرنسا - ) هو لاعب كرة قدم فرنسي، يلعب كلاعب وسط. أصبح مدربًا بعد اعتزال اللعب كمدرب، وهو يدير نادي باستيا منذ عام 2017.

## روابط خارجية
- ستيفان روسي على موقع قاعدة بيانات كرة القدم.إي يو (الإنجليزية)